# Клейтон Рафаэль Лима да Сильва
Кле́йтон Рафаэ́ль Ли́ма да Си́льва (порт. Cleyton Rafael Lima da Silva; 24 февраля 1990, Мату-Гросу-ду-Сул, Бразилия) — бразильский футболист, полузащитник клуба «Санта Рита».

## Карьера
Выступал за бразильский клуб «Ирати» и португальский клуб «Академика» (Коимбра). В 2014 году на правах годичной аренды перешёл в «Тюмень».